# Fernand Rivers
Fernand Rivers (6 de septiembre de 1879 – 12 de septiembre de 1960) fue un  actor, director, guionista y productor cinematográfico de nacionalidad francesa. 

## Biografía
Su verdadero nombre era François Large, y nació en Saint-Lager, Francia. En sus inicios actor teatral, Rivers se inició en el cine en 1902 trabajando para Pathé, creando para dicha compañía un personaje cómico llamado « Plouf », héroe de una serie de filmes que él dirigió a partir de 1915. En 1920 dejó la actuación para dedicarse a la dirección y, a partir de 1933, trabajó también como productor. En 1935 produjo y supervisó los dos primeros largometrajes dirigidos por Sacha Guitry. Rivers fue director hasta 1950, siendo la última cinta dirigida por él Les Mains sales. Como productor fue un excelente adaptador de obras teatrales y literarias. 
Fernand Rivers, que era el hermano mayor del actor Rivers Cadet, falleció en Niza, Francia, en 1960.

## Filmografía

### Como director
| - 1915 : Tout ce qui brille n'est pas or - 1915 : L'Héritage de Cécile - 1915 : Ce que femme veut - 1915 : Il faut que jeunesse se passe - 1916 : Les Apparences sont trompeuses - 1916 : L'Excès en tout est un défaut - 1916 : Quand il y en a pour deux - 1916 : Gonzague - 1916 : L'Habit ne fait pas le moine - 1916 : Trop gratter cuit - 1917 : Et l'on revient toujours - 1917 : Si vieillesse savait! - 1917 : Plouf fait son voyage de noces à Deauville - 1917 : Plouf rate un beau mariage - 1917 : Esprit es-tu là? - 1918 : Plouf a eu peur - 1918 : Le Duel de Plouf - 1918 : Ça tourne - 1921 : Quand les feuilles tomberont - 1933 : Le Maître de forges, supervisión de Abel Gance - 1934 : La Dame aux camélias, supervisión de Abel Gance | - 1935 : Pasteur, de Sacha Guitry (asesor) - 1935 : Bichon - 1935 : Bonne chance !, de Sacha Guitry (asesor) - 1935 : Le Chemineau - 1936 : Les Deux gosses - 1937 : Quatre heures du matin, con Lucien Baroux - 1937 : Boissière - 1937 : Le Fauteuil 47 - 1938 : La Présidente - 1938 : La Goualeuse, con Lys Gauty - 1939 : Berlingot et compagnie - 1940 : Le Roi des galéjeurs - 1941 : L'An 40 - 1941 : L'Embuscade - 1943 : La Rabouilleuse - 1946 : Cyrano de Bergerac - 1948 : Le Maître de forges - 1949 : Ces dames aux chapeaux verts - 1950 : Tire au flanc - 1951 : Les Mains sales, codirigida por Simone Berriau |